# Lajos Takács
Lajos Takács (n. 21 august 1924, Maglód, Pesta, Ungaria – d. 4 decembrie 2015) a fost un matematician maghiar, cunoscut pentru contribuțiile sale în teoria probabilităților și, în special, teoria cozilor. El a scris peste două sute de lucrări științifice și șase cărți.
A studiat la Universitatea Tehnică din Budapesta (1943-1948), avându-l ca profesor pe Carol Jordan și a obținut masteratul cu disertația Despre o cercetare a mișcării browniene cu teoria probabilităților (1948). Din 1945-48 a fost asistent al profesorului Bay Zoltán și a participat la un celebru experiment de recepție a unor ecouri în domeniul microundelor de la Lună (1946). În 1957 a obținut doctoratul în matematică cu teza intitulată „procese stochastice care apar în teoria numărătoarelor de particule” (1957).
A lucrat ca matematician la Laboratorul de Cercetare Tungsram (1948-55), la Institutul de Cercetare pentru Matematică al Academiei Maghiare de Științe (1950-58) și a fost profesor asociat în cadrul Departamentului de Matematică de la Universitatea Eötvös Loránd (1953-58). A fost primul care a introdus procesele semi-Markov⁠(d) în teoria cozilor.
A ținut cursuri la Imperial College din Londra și la London School of Economics (1958), înainte de a trece la Universitatea Columbia din New York City (1959-66) și la Universitatea Case Western Reserve⁠(d) din Cleveland (1966-87), îndrumând peste douăzeci de teze de doctorat. A lucrat, ca vizitator, și la Laboratoarele Bell și la  IBM Research, și în unele concedii prelungite a activat la Universitatea Stanford (1966). A fost profesor de statistică și probabilități la Case Western Reserve University din 1966 până s-a pensionat ca profesor emerit în anul 1987.
Takács a fost căsătorit cu autoarea cărților Clear the Line și Refugee from Paradise,  profesoara de literatură engleză de la Notre Dame College din Ohio⁠(d), Dalma Takács. A avut două fiice, artista figurativă contemporană realistă Judy Takács și Susan, juristă.